# Erich August Mayer
Erich August Mayer (* 23. August 1894 in Wien; † 9. April 1945 ebenda) war ein österreichischer Schriftsteller.

## Leben
Erich August Mayer entstammte einer sudetendeutschen Familie; der Vater
war Gymnasiallehrer. 1912 begann Erich August Mayer ein Studium der Germanistik, Geschichte und Geografie an der Universität Wien. Er nahm als Freiwilliger am Ersten Weltkrieg teil. 1921 beendete er sein Studium mit der Promotion zum Doktor der Philosophie. Anschließend
war er als Mittelschullehrer tätig; während dieser Zeit leitete er die
Wiener Sektion des Deutschen Schulvereins. Für seinen weiteren Werdegang entscheidend waren die Kontakte zur „Morold-Runde“, einem Freundeskreis des deutschnationalen Schriftstellers Max von Millenkovich sowie zu dem völkischen Verleger Adolf Luser. Luser übertrug ihm 1923 die Chefredaktion seiner Familienzeitschrift Der getreue Eckart, die sich zu einem Erfolgsblatt der ersten österreichischen Republik entwickelte. 1927 gründete Erich August Mayer den Eckart-Bund zur Förderung der Schönen Künste, der den Nationalsozialisten nahestand. Er trat zum 1. Juli 1932 der NSDAP bei (Mitgliedsnummer 1.205.802). Mayer beging kurz vor Ende des Zweiten Weltkriegs Selbstmord; er wurde auf dem Wiener Südwestfriedhof beigesetzt.   
Erich August Mayer war Verfasser von Romanen, Erzählungen und
eines Versepos. In  seinem Werk ist eine Entwicklung von zivilisationskritischen Anfängen hin zu einer antidemokratischen, stark vom Nationalsozialismus beeinflussten Ideologie zu verzeichnen. Die späten Romane Heimat und Der Knecht gehören zum NS-Genre der Blut-und-Boden-Literatur; der letztere Titel stand 1946 in der Sowjetzone auf der Liste der auszusondernden Literatur. Für sein Hexameter-Epos Paulusmarkt 17 erhielt Mayer 1937 einen Förderpreis zum Österreichischen Staatspreis für Literatur.

## Werke
- Wielands Verhältnisse zu Hamilton und Crebillon, Wien 1921 (unter dem Namen Erich Mayer)
- Raccolana, Wien 1923
- Flammen, Berlin 1928
- Gottfried sucht seinen Weg, Wien 1929
- Werk und Seele, Wien 1930
- O, ihr Berge!, Berlin [u. a.] 1931
- Der Schuß in der Großen Oper, Berlin 1932
- Paulusmarkt 17, Wien 1935
- Der Umweg, Wien [u. a.] 1937
- Heimat, Gütersloh 1939
- Der Knecht, Wien 1940
- Vergnügte Welt, Gütersloh 1941
- Schach dem Tode!, Wien 1942
- Der Engel, Wien 1944

## Herausgeberschaft
- Robert Hohlbaum: Wiener Novellen, Wien 1924